# Selenia glabra
Selenia glabra är en fjärilsart som beskrevs av Barend J. Lempke 1951. Selenia glabra ingår i släktet Selenia och familjen mätare. Inga underarter finns listade.